# Afonso Noronha (Politiker)
Afonso Noronha ist ein Politiker aus Osttimor. Er ist Mitglied der Associação Social-Democrata de Timor (ASDT).
Noronha wurde bei den Wahlen 2001 auf Platz 5 der ASDT-Liste in die Verfassunggebende Versammlung gewählt. Mit der Unabhängigkeit Osttimors am 20. Mai 2002 wurde die Versammlung zum Nationalparlament und Noronha Abgeordneter. Hier war er Mitglied in der Kommission D (Kommission für die Beseitigung der Armut, ländliche und regionale Entwicklung und Gleichstellung der Geschlechter).
Bei den Neuwahlen im Juni 2007 trat Noronha nicht mehr an.